# Bombala
Bombala (1 206 habitants) est un village centre administratif du Conseil de Bombala en Nouvelle-Galles du Sud, en Australie à 485 km au sud de Sydney sur la Bombala River.
Le nom du village est d'origine aborigène.